# Liste der Baudenkmale in Lüneburg – Koltmannstraße
In der Liste der Baudenkmale in Lüneburg – Koltmannstraße sind Baudenkmale in der Koltmannstraße in der niedersächsischen Stadt Lüneburg aufgelistet. Die Quelle der IDs und der Beschreibungen ist der Denkmalatlas Niedersachsen. Der Stand der Liste ist der 1. Januar 2022.

## Allgemein
In den Spalten befinden sich folgende Informationen:
- Lage: die Adresse des Baudenkmales und die geographischen Koordinaten. Kartenansicht, um Koordinaten zu setzen. In der Kartenansicht sind Baudenkmale ohne Koordinaten mit einem roten Marker dargestellt und können in der Karte gesetzt werden. Baudenkmale ohne Bild sind mit einem blauen Marker gekennzeichnet, Baudenkmale mit Bild mit einem grünen Marker.
- Bezeichnung: Bezeichnung des Baudenkmales
- Beschreibung: die Beschreibung des Baudenkmales. Unter § 3 Abs. 2 NDSchG werden Einzeldenkmale und unter § 3 Abs. 3 NDSchG Gruppen baulicher Anlagen und deren Bestandteile ausgewiesen.
- ID: die Objekt-ID des Baudenkmales
- Bild: ein Bild des Baudenkmales, ggf. zusätzlich mit einem Link zu weiteren Fotos des Baudenkmals im Medienarchiv Wikimedia Commons. Wenn man auf das Kamerasymbol klickt, können Fotos zu Baudenkmalen aus dieser Liste hochgeladen werden:

## Baudenkmale
Im 15. Jahrhundert wurde die Straße Bodeker/Bötticher-Straße genannt. Weiter wurde der Name Tittersche Straße genutzt. Koltmann war der Name einer Familie, die das Haus Lüner Straße 1 Ecke Koltmannstraße von 1526 bis 1665 besaßen. 

| Lage                                          | Bezeichnung        | Beschreibung | ID       | Bild |
| --------------------------------------------- | ------------------ | --- | -------- | ---- |
| Koltmannstraße 1 53° 15′ 3″ N, 10° 24′ 37″ O  | Wohnhaus           | | 30666516 | BW   |
| Koltmannstraße 1 53° 15′ 3″ N, 10° 24′ 37″ O  | Hofflügel          | | 30647222 |      |
| Koltmannstraße 2 53° 15′ 4″ N, 10° 24′ 37″ O  | Wohnhaus           | | 30657695 |      |
| Koltmannstraße 3 53° 15′ 4″ N, 10° 24′ 37″ O  | Wohnhaus           | Traufständiges, zweigeschossiges Wohnhaus, massiver Backsteinbau mit Diele, Spitzbogenportal mit Wulst- und Fasensteinen, Auslucht links, Satteldach mit Ladeluke, errichtet 1587 (d) vom Hausbäcker Joachim Vicke. Rückwärtig ein zweigeschossiger Fachwerkflügel, vorkragendes Obergeschoss mit paarig angeordneten Fußbändern und gekehlten Kopfbändern, Pultdach. Im Inneren Farbbefunde einer bauzeitlichen, schwarzen Sichtfachwerkfassung und der Keller vom Vorgängerbau erhalten. | 30652514 |      |
| Koltmannstraße 4 53° 15′ 4″ N, 10° 24′ 37″ O  | Wohnhaus           | | 30666498 |      |
| Koltmannstraße 5 53° 15′ 4″ N, 10° 24′ 37″ O  | Wohnhaus           | | 30666480 |      |
| Koltmannstraße 6 53° 15′ 4″ N, 10° 24′ 37″ O  | Wohnhaus           | | 30666462 |      |
| Koltmannstraße 7 53° 15′ 5″ N, 10° 24′ 37″ O  | Wohnhaus           | | 30657720 |      |
| Koltmannstraße 8 53° 15′ 4″ N, 10° 24′ 36″ O  | Wohnhaus           | | 30666442 |      |
| Koltmannstraße 9a 53° 15′ 3″ N, 10° 24′ 36″ O | Wohnhaus           | | 30652463 |      |
| Koltmannstraße 9b 53° 15′ 3″ N, 10° 24′ 36″ O | Wirtschaftsgebäude | | 30652488 |      |
| Koltmannstraße 9 53° 15′ 3″ N, 10° 24′ 36″ O  | Speicher           | | 30649608 | BW   |